# Wanda Mitkiewicz-Bochenek
Wanda Julia Mitkiewicz-Bochenek (ur. 10 marca 1923 w Siennicy, zm. 14 stycznia 2021) – polska otoraryngolog, prof. dr hab. med.

## Życiorys

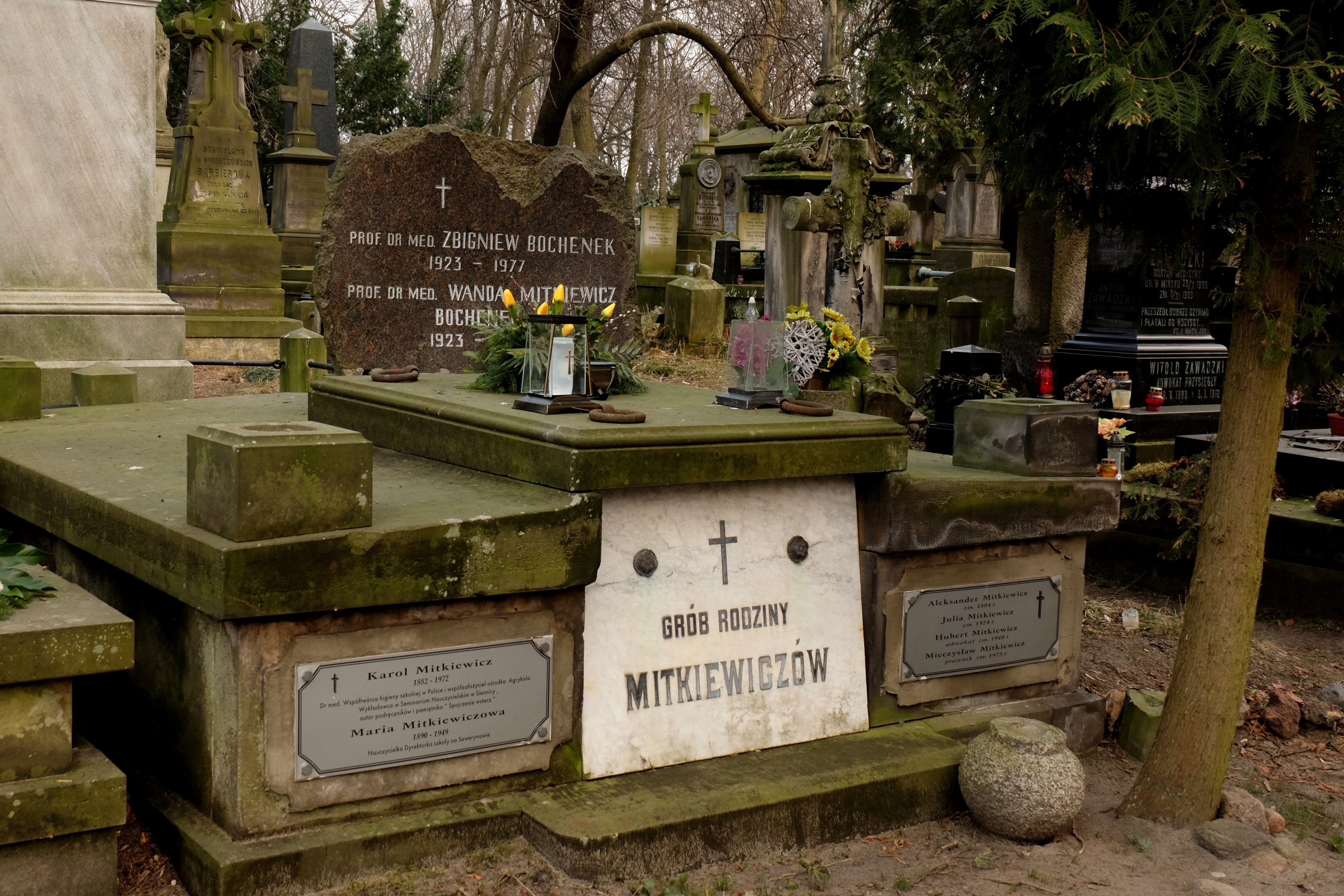
prof. Wandy Mitkiewicz-Bochenek oraz dr Zbigniewa Bochenka i dr med. Karola Mitkiewicza na Cmentarzu Powązkowskim w Warszawie

W 1992 r. uzyskała tytuł profesora nauk medycznych. Pracowała w Klinice Otolaryngologicznej na I Wydziale Lekarskim z Oddziałem Stomatologicznym Akademii Medycznej w Warszawie. Była członkiem Komitetu Akustyki PAN i Polskiego Towarzystwa Otorynolaryngologów - Chirurgów Głowy i Szyi.
Zmarła 14 stycznia 2021.